# (28720) Krystalrose
(28720) Krystalrose est un astéroïde de la ceinture principale d'astéroïdes.

## Description
(28720) Krystalrose est un astéroïde de la ceinture principale d'astéroïdes. Il fut découvert le 7 avril 2000 à Socorro (Nouveau-Mexique) par le projet LINEAR. Il présente une orbite caractérisée par un demi-grand axe de 2,54 UA, une excentricité de 0,15 et une inclinaison de 3,5° par rapport à l'écliptique.

## Compléments